# Joseph Alexandre Belvèze de Larue de Sauviac
Pour les articles homonymes, voir Sauviac.
 (mai 2022).
Joseph Alexandre Belvèze de Larue de Sauviac, né le 19 décembre 1757 à Auch (Gers), mort le 23 mars 1830 à Paris, est un général français de la Révolution et de l’Empire.

## États de service
Il est diplômé de l’école royale du génie de Mézières.
Il est nommé capitaine le 1er avril 1791, et adjudant-général chef de bataillon le 15 mai 1793, puis adjudant général chef de brigade le 16 juin 1793, commandant de Givet et de Charlemont.
Le 4 avril 1794 il devient responsable adjoint du génie à l’armée du Nord, et il est promu général de brigade provisoire le 13 mai 1794. Le 11 octobre 1794, il est élevé au grade de général de division provisoire par le général Pichegru, mais sa nomination n’est pas approuvée et il prend le commandement des fortifications de Bois-le-Duc et du fort de Crèvecœur le 19 octobre 1794.
Le 30 juin 1795 il est mis à la disposition du général Landremont commandant la 16e division militaire, comme commandant d’Ypres, de Menin et de Courtrai. Il est mis en non activité le 27 octobre 1795. Le 20 décembre 1799, il est remis en activité, et le 2 juin 1800 il est mis en congé de réforme.
Le 12 février 1801, il est désigné pour faire partie des troupes chargées de combattre au Portugal, et le 28 mars suivant il prend le commandement du génie dans les départements des Deux-Sèvres, de la Vienne et de la Charente-Inférieure.
Il est mis en congé de réforme le 13 mars 1802, et il est admis à la retraite le 6 juin 1811.
Il meurt en 1830, à Paris.

## Sources
- (en) « Generals Who Served in the French Army during the Period 1789 - 1814: Eberle to Exelmans »
- Thierry Pouliquen, « Les généraux français et étrangers ayant servis [sic] dans la Grande Armée » (consulté le 17 janvier 2015)
- (pl) « Napoléon.org.pl »
- Louis Gabriel Michaud, Biographie des hommes vivants, ou, Histoire par ordre alphabétique de la vie publique de tous les hommes qui se sont fait remarquer par leurs actions ou leurs écrits, tome 5, Paris, L.G Michaud, 1819, 560 p. (lire en ligne), p. 315.
- Charles Théodore Beauvais et Vincent Parisot, Victoires, conquêtes, revers et guerres civiles des Français, depuis les Gaulois jusqu’en 1792, tome 26, C.L.F Panckoucke, janvier 1822, 414 p. (lire en ligne), p. 184.